# 国立中央博物馆
国立中央博物馆（：／）是韓國一座位於首爾龍山家族公園內的国家博物馆，隸屬文化體育觀光部，馆藏旧石器时代到20世纪初的40万餘件文物。博物館建築分為東、西兩側，長404米、高43.08公尺，共有地上6層及地下1層樓，規模是世界第13大博物館；1972年開館，現今主建築則於2005年啟用。
国立中央博物馆在韩国各地有11个分馆，包括国立庆州博物馆、国立光州博物館、国立全州博物館、國立扶餘博物館、国立大邱博物館、国立清州博物館、国立金海博物館、国立济州博物馆、国立春川博物館、國立羅州博物館、国立公州博物館等。

## 历史
国立博物馆始创于朝鲜纯宗，1909年效仿西方文明社会在昌庆宫建立的韩国第一个现代博物馆“帝室博物馆”。日本占领朝鲜半岛后，朝鲜总督府将博物馆更名为“李王家博物馆”，并在景福宫建立了“朝鲜总督府博物馆”，用于美化日本吞并朝鲜半岛。原“帝室博物馆”于1938年被迁往德寿宫并更名为“李王家美术馆”。
1945年，日本战败后，朝鲜总督府博物馆被重组成立“国立博物馆”。朝鲜战争时期，博物馆的2万多文物被安全送往釜山而免予战火。1953年，这些文物又被运回德寿宫。1972年，博物馆正式命名为“国立中央博物馆”。
1993年，龍山家族公園內一塊區域被劃分為中央博物館新館預定地；不過中央博物館新址的啟用因駐韓美軍龍山基地一座直升機降落場（其停機坪和聯外道路位於博物館現址前方）的遷移問題一再延宕，至2005年才使博物馆迁入龙山家族公园區內的現址。

## 场馆布局
国立中央博物馆占地29万多平方米，总楼面面积13.7万多平米。博物馆分地上6层地下1层。常设展馆设在1到3层。1层设有史前、古代、中世、近世馆，展出的是各个历史时期的文物。2层是书画馆和捐赠馆。3层展出的是雕塑、工艺品馆以及亚洲工艺品馆。

## 圖集

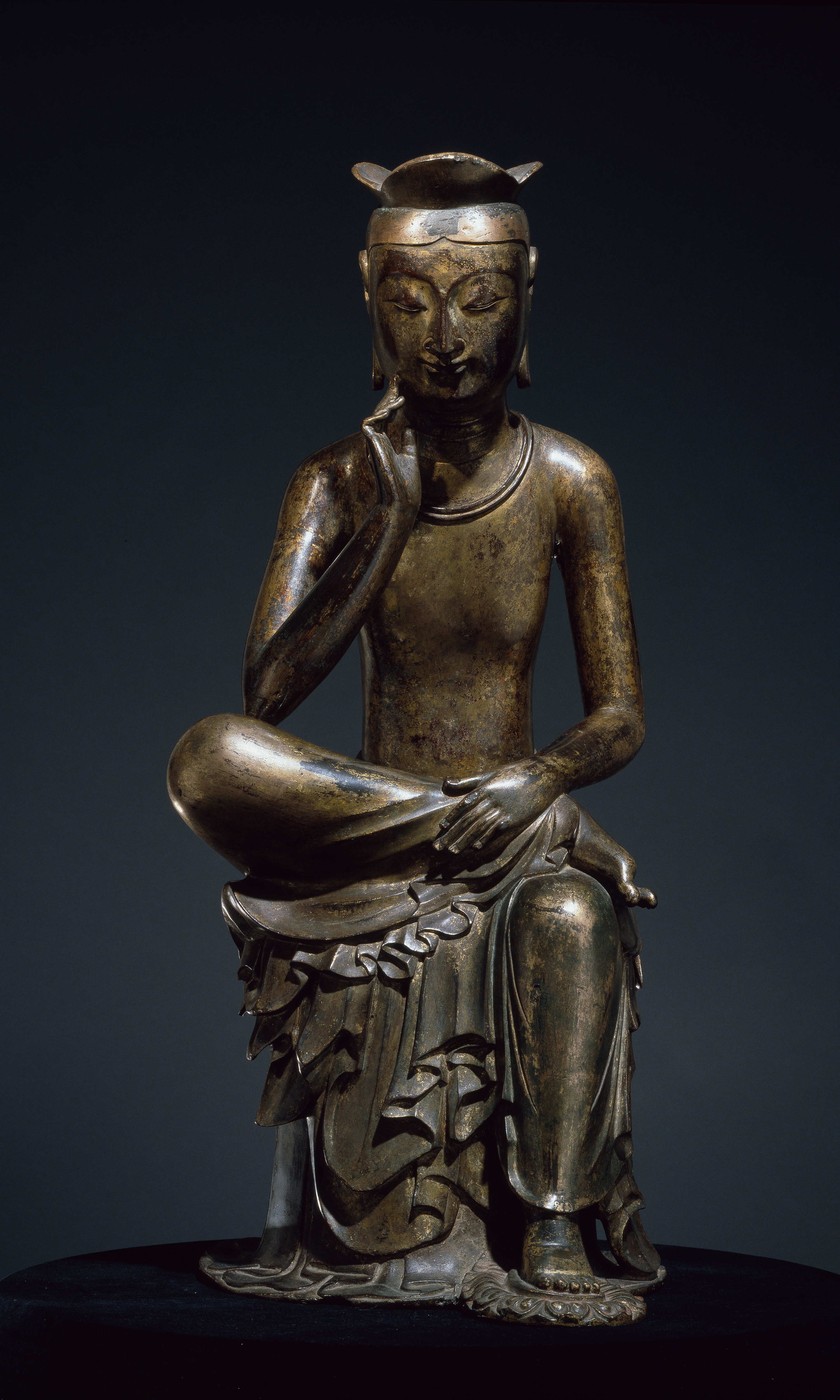
金铜弥勒半跏思惟像
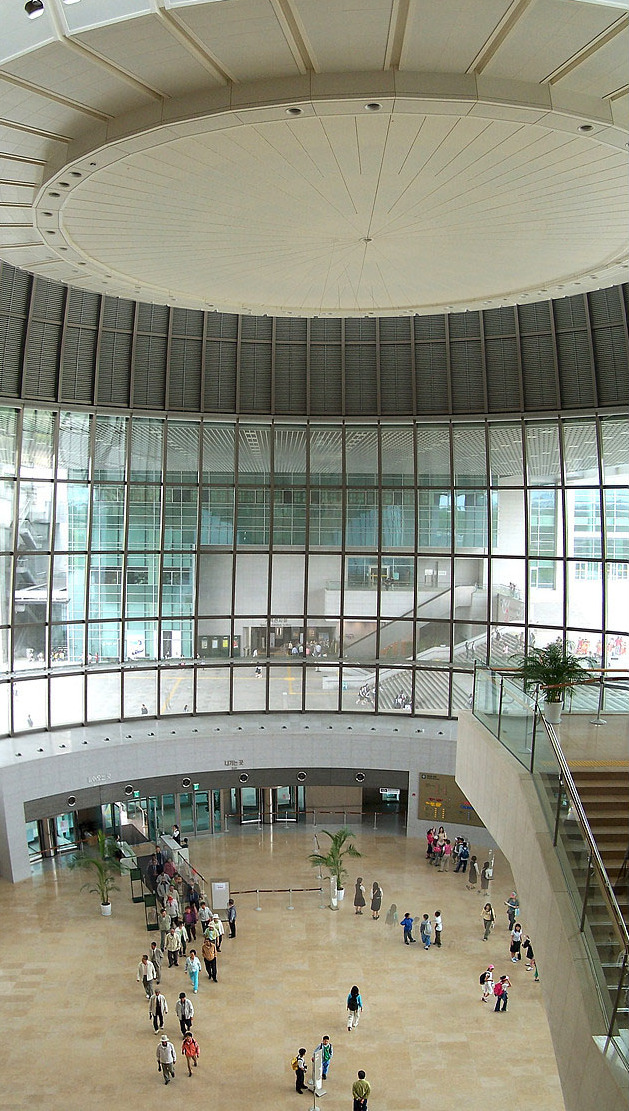
韓國國立中央博物館大廳
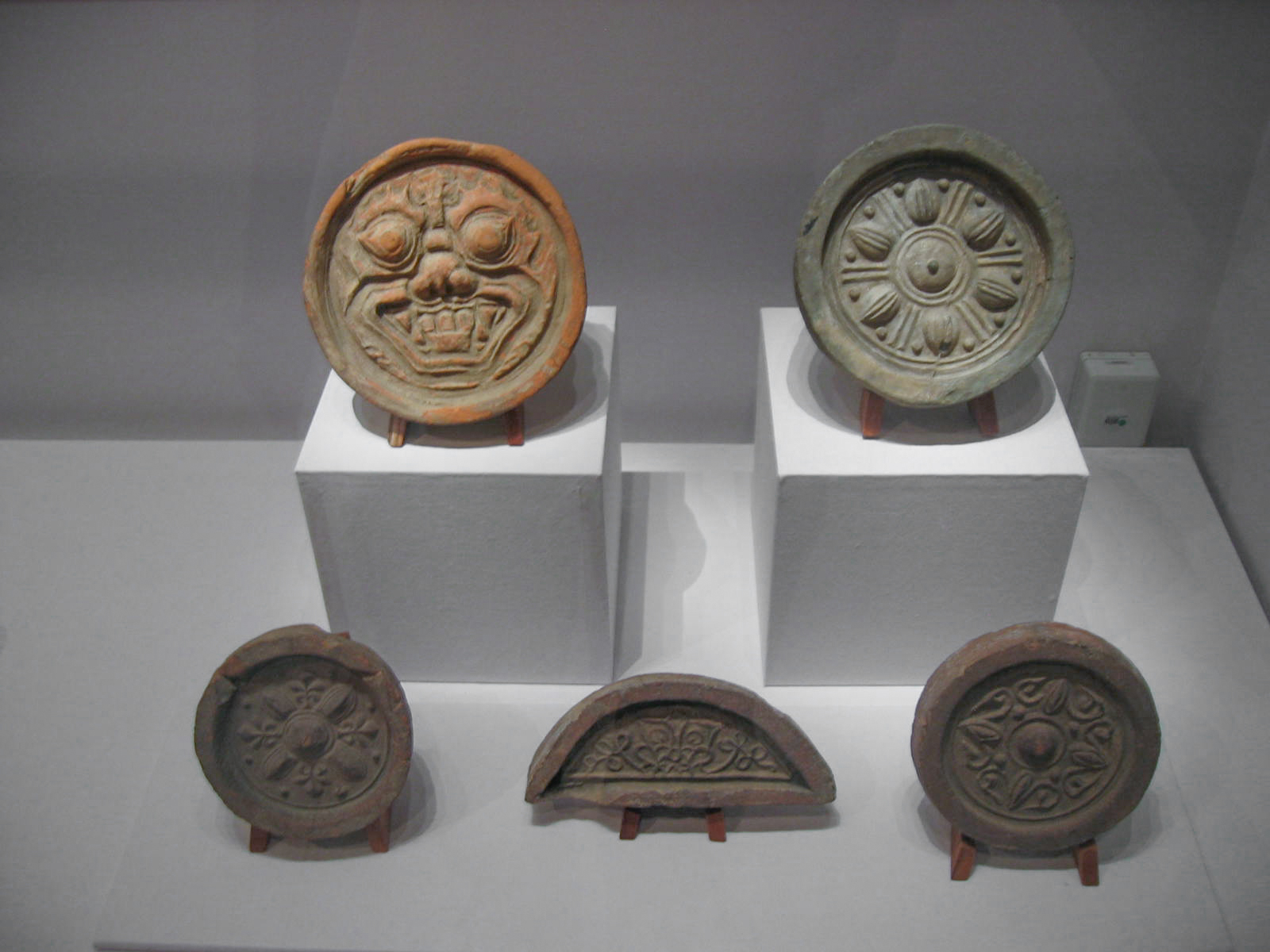
高句丽时期的瓦当
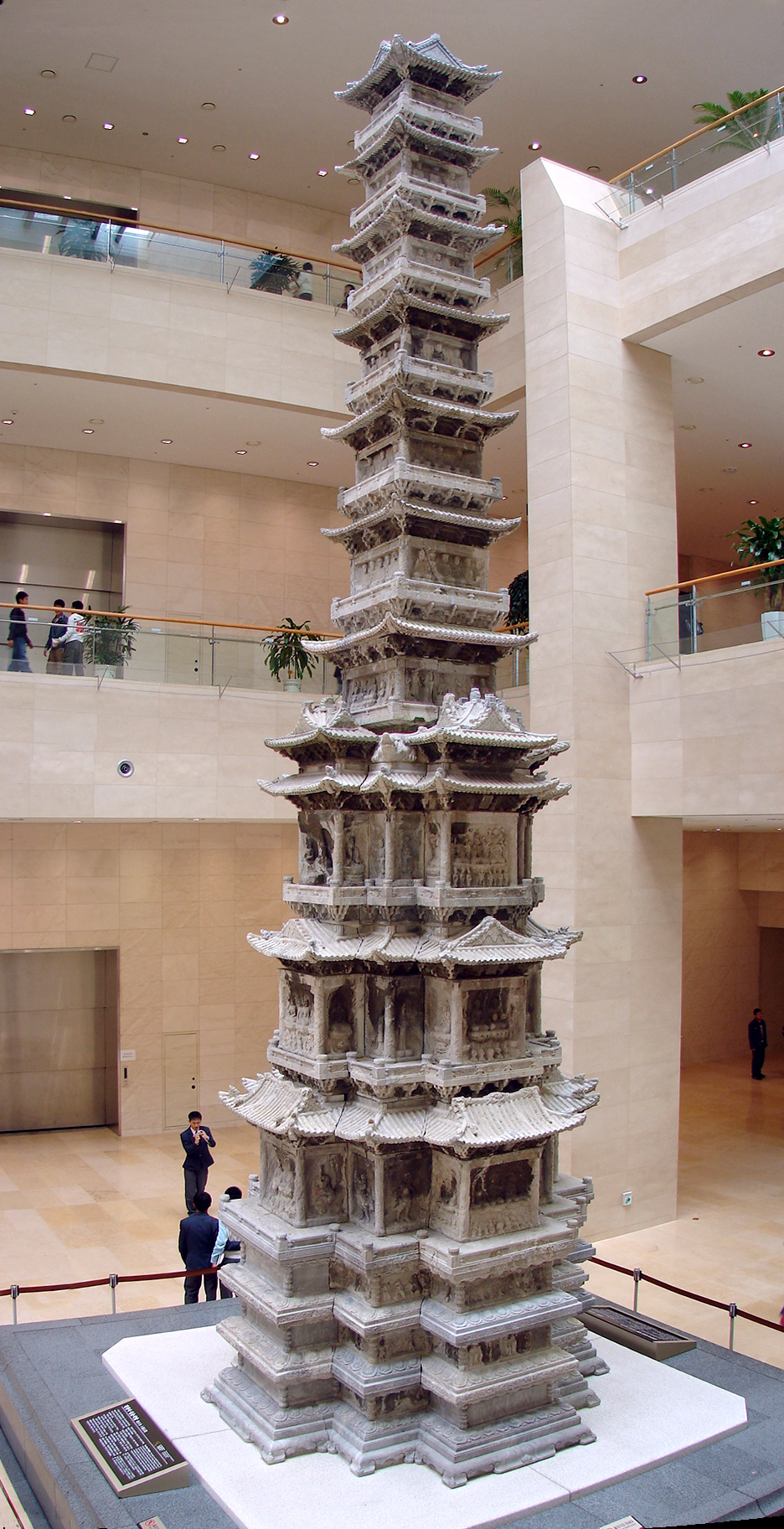
敬天寺十層石塔
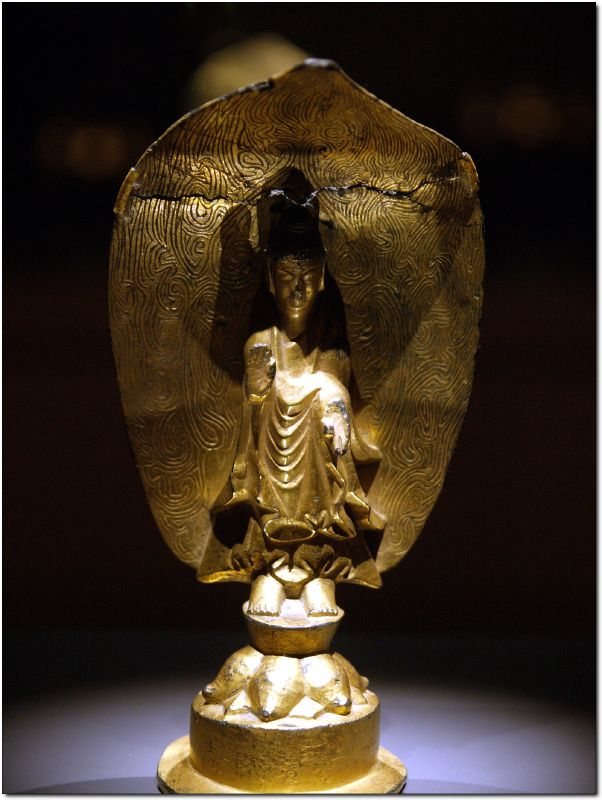
金銅延嘉七年銘如來立像
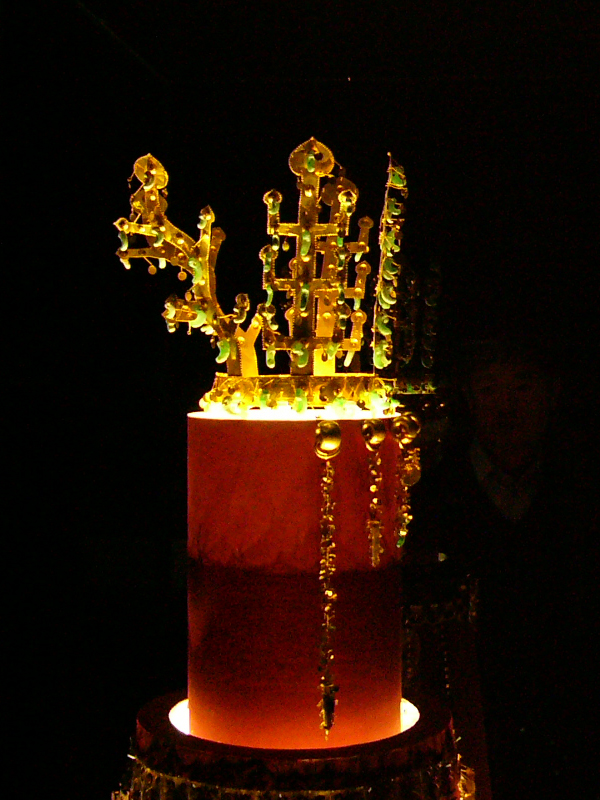
新罗金王冠
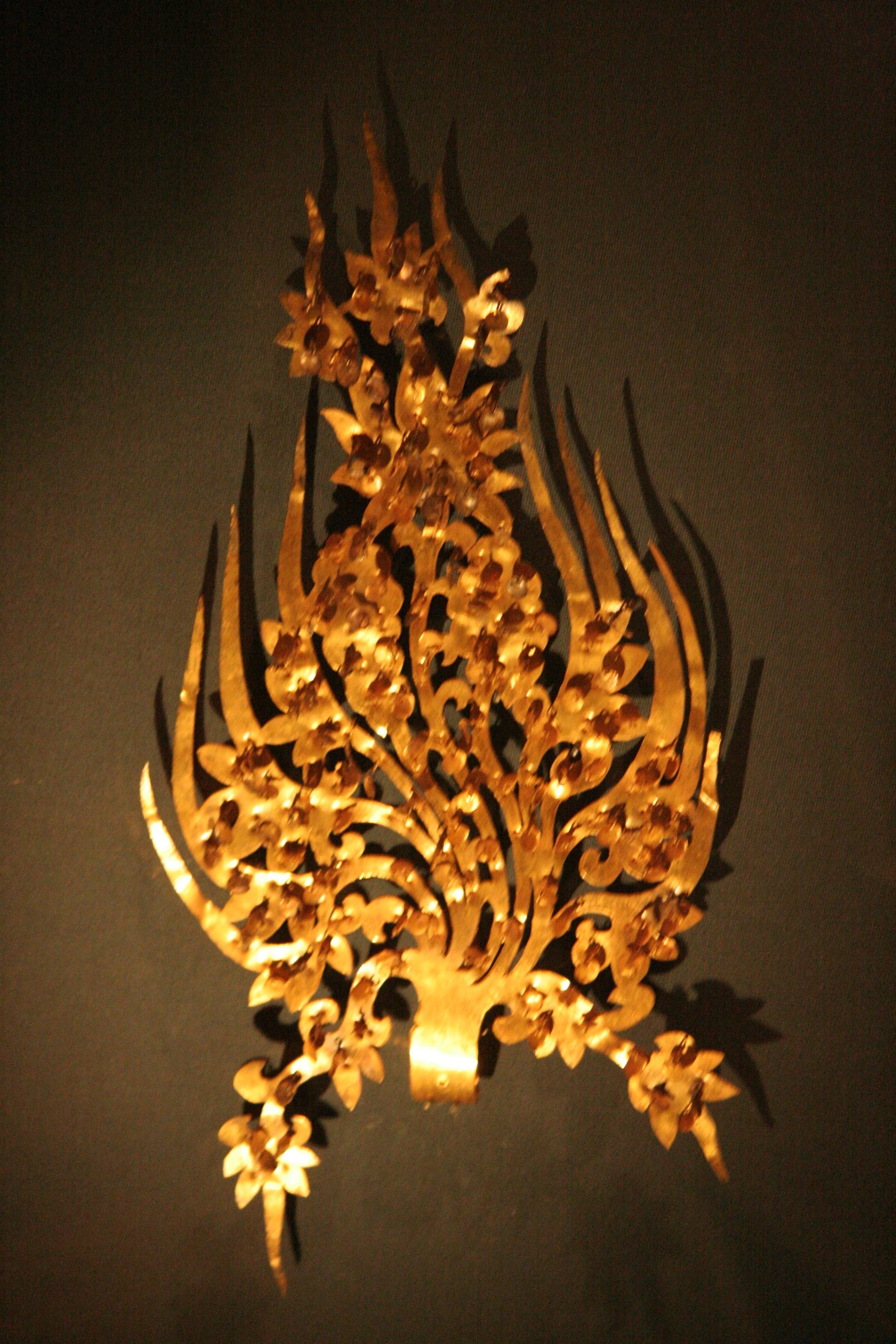
武寧王金製冠飾
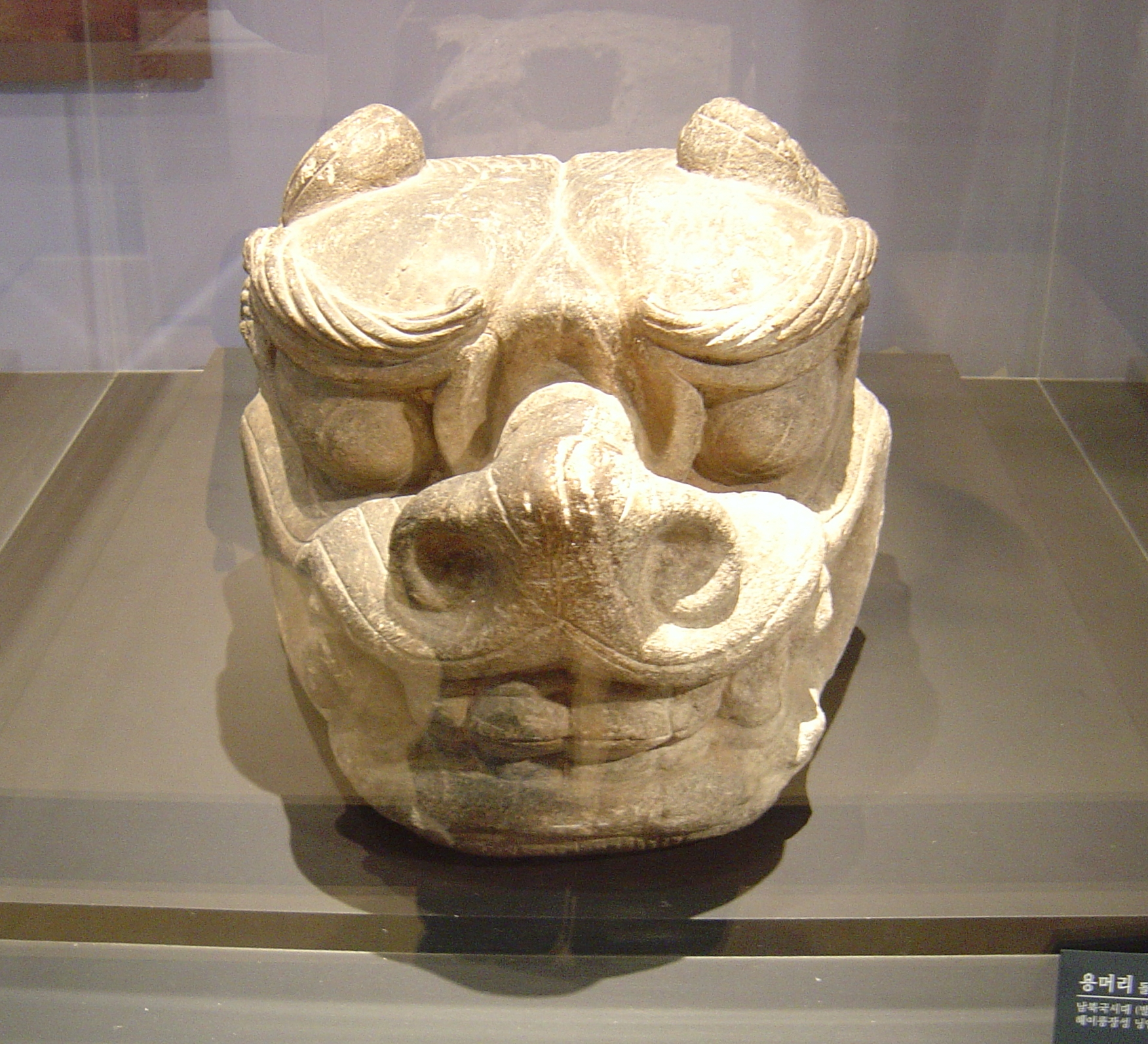
渤海国龙头石雕
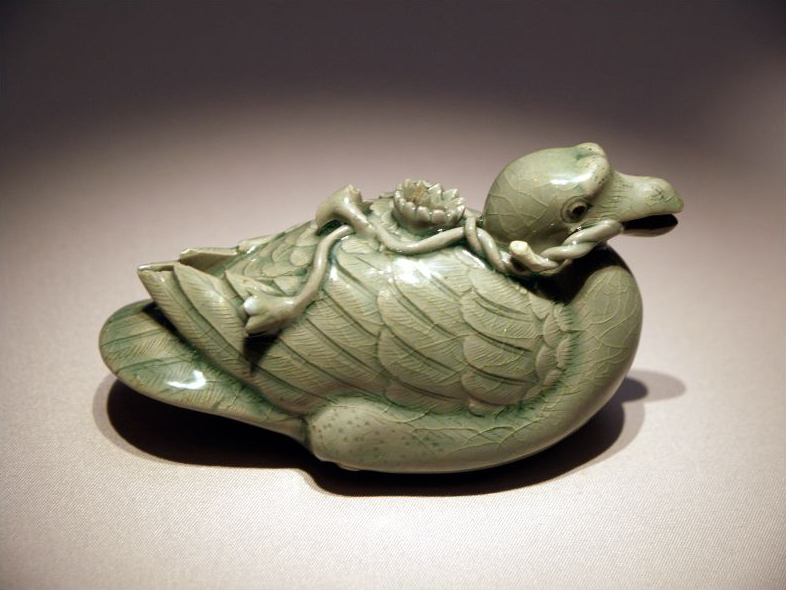
高丽青瓷鸭
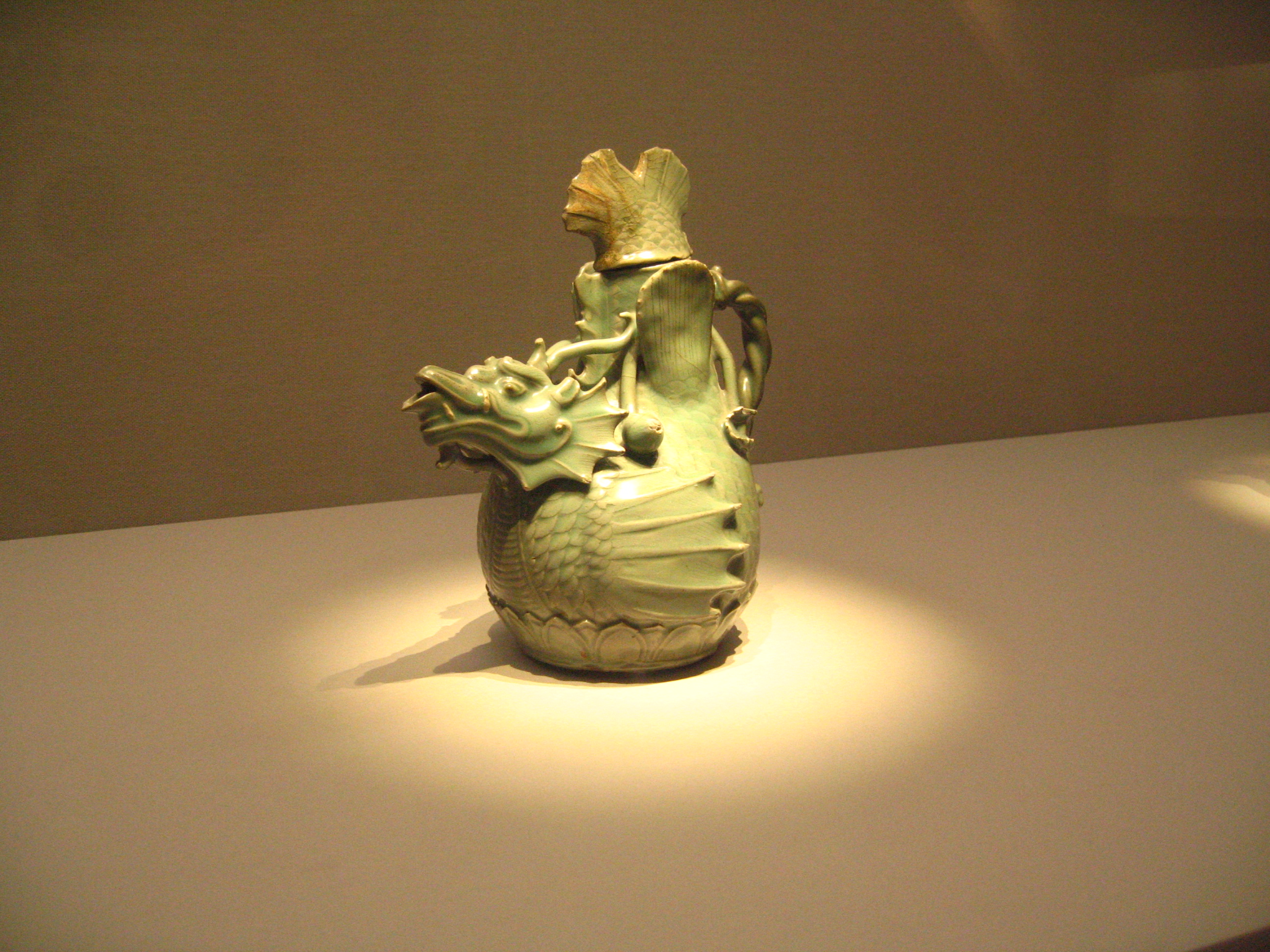
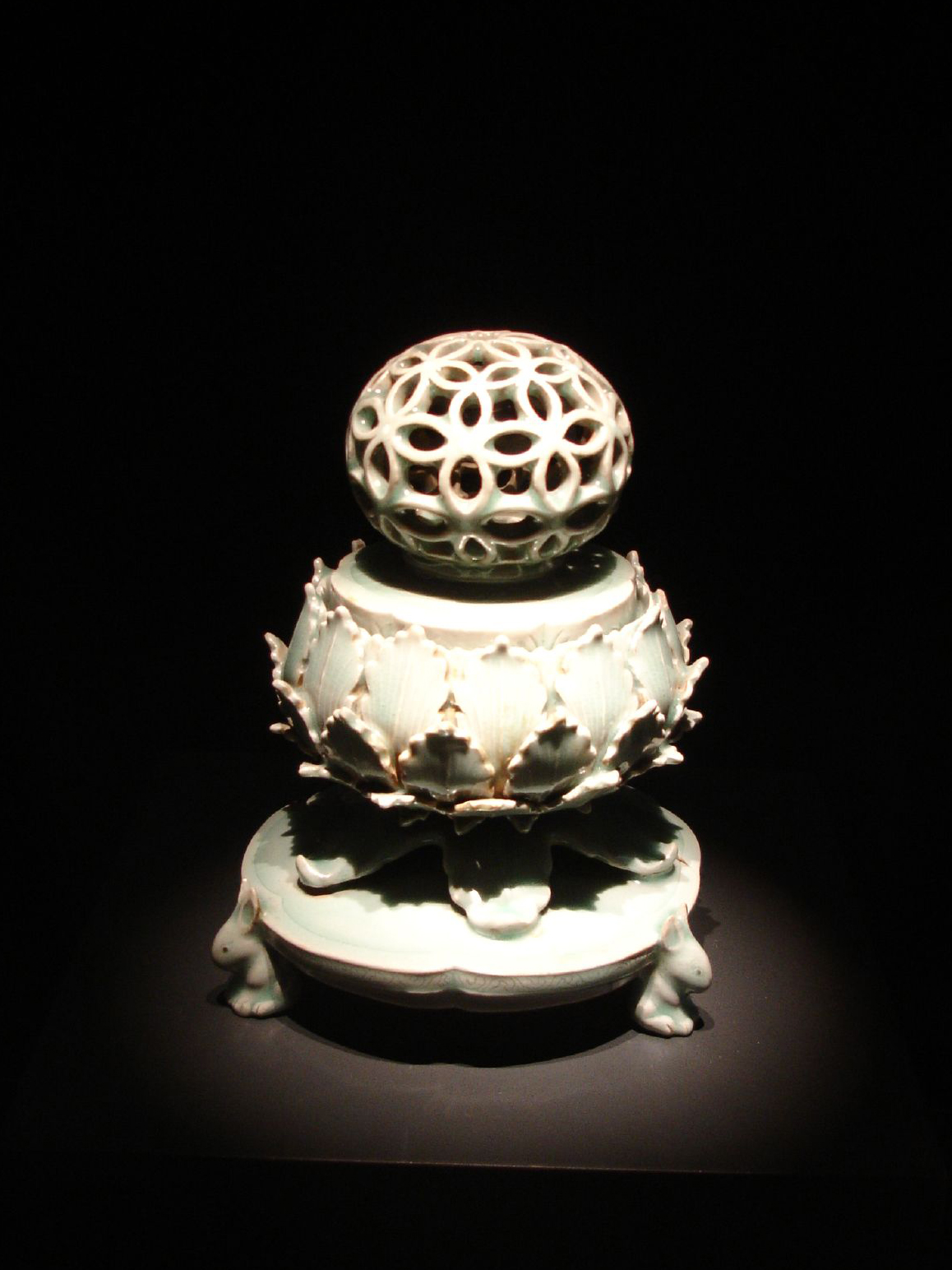
高丽青瓷镂空香炉
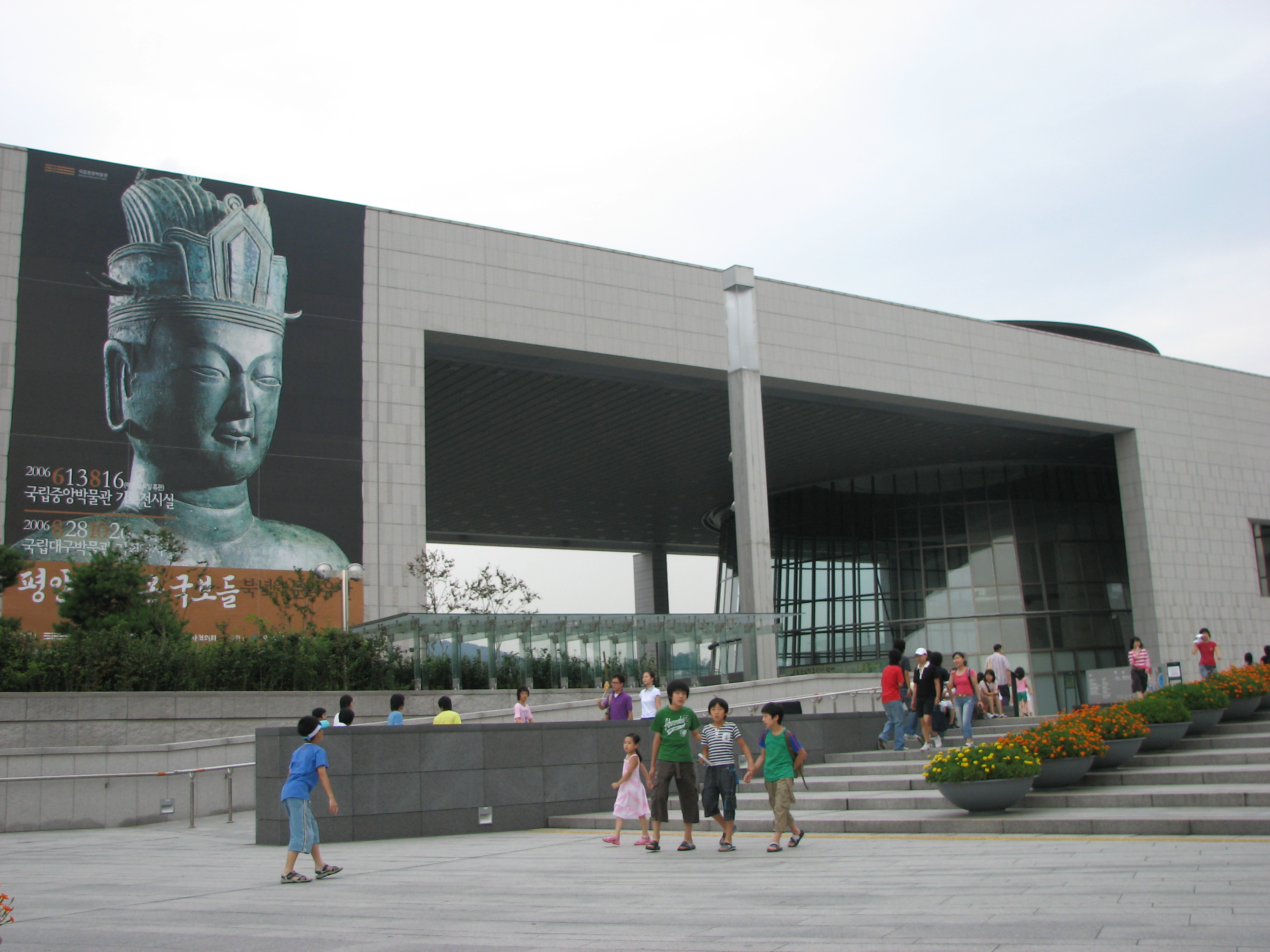
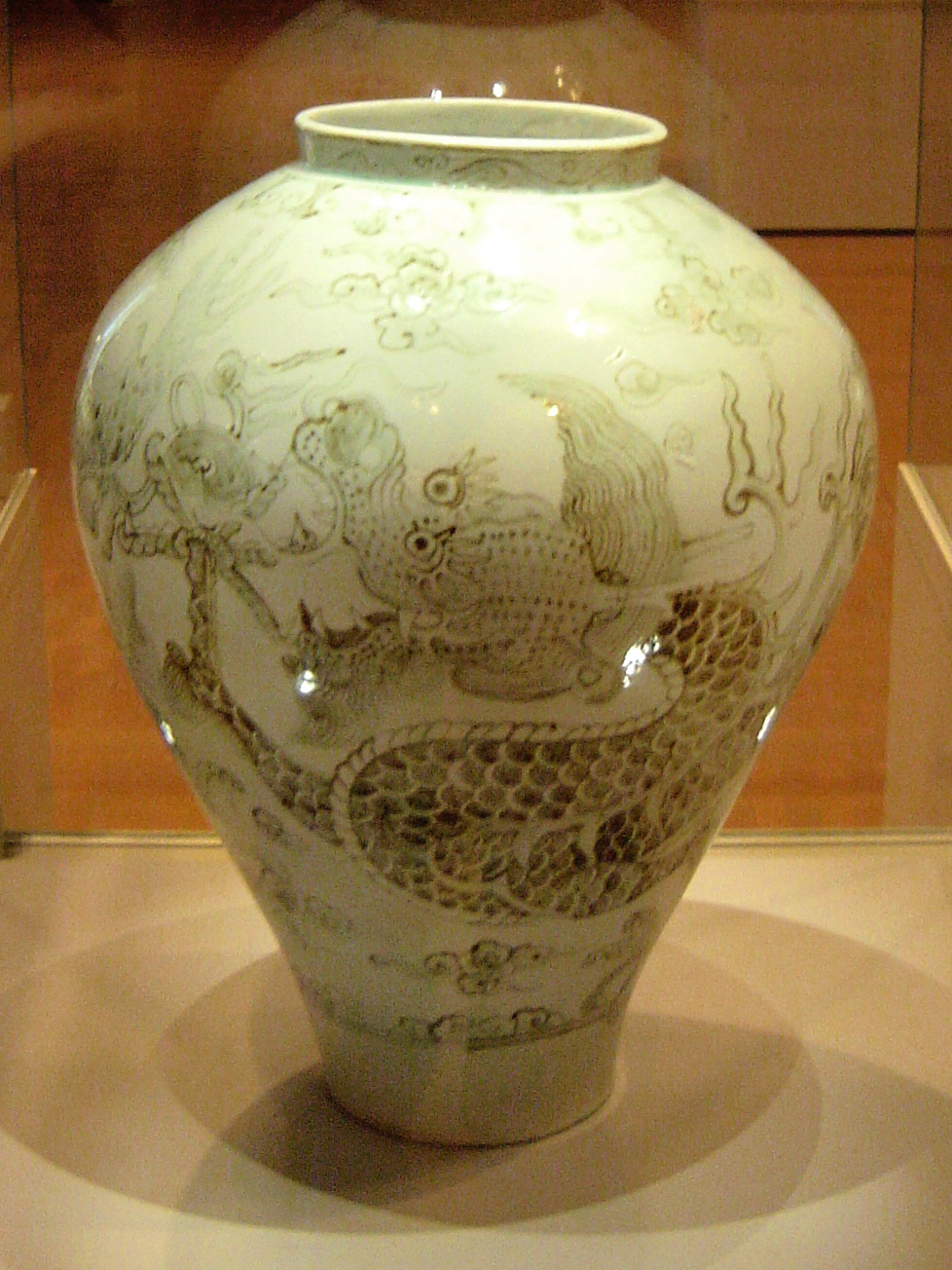
朝鲜王朝时期的花瓶
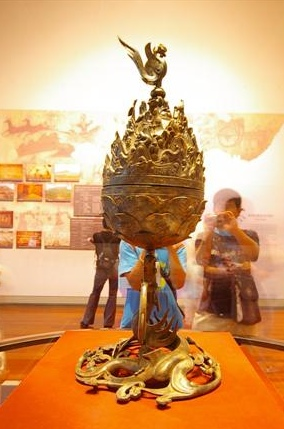
百济金铜大香炉

## 外部連結
- 國立中央博物館（页面存档备份，存于）官方網站（英文）（日語）（简体中文）
- 国立中央博物馆的Facebook專頁
- 国立中央博物馆的Instagram帳戶
- 国立中央博物馆的X（前Twitter）
- YouTube上的National Museum of Korea
- 國立中央博物館（页面存档备份，存于）的Naver官方部落格
- 國立中央博物館（页面存档备份，存于）的Daum官方部落格